# Faïsal Arrami
Faïsal Arami est un boxeur, psychothérapeute et coach mental français né le 27 juillet 1984 à Cannes. Il a été trois fois champion de France et champion d’Afrique entre 2009 et 2011 dans la catégorie lourds-léger, puis est devenu champion WBC Francophone en 2016 dans la catégorie des poids lourds.
En tant que coach mental, psychothérapeute et life coach il travaille avec de nombreuses personnalités à travers le globe, comme le prince du Bahrain Cheik Khaled bin Hamad al Khalifa, le cycliste Richard Virenque, un des coachs de Manchester-City Nicolas Jover, le footballeur Saïd Benrahma, de nombreux hommes d'affaires importants, des rugbymen comme Johnny Wilkinson, Mathieu Bastareaud, Yannick Nyanga, Dimitri Szarzewski, Anthony belleau, Remi Tales, Sébastien Tillous-borde, etc. 

## Jeunesse
Issu d’une famille de cinq enfants, Faïsal grandit entre la Côte d'Azur et la Bretagne avant d'atterrir définitivement à Toulon à l'âge de 8 ans. Après quelques années de pratique du karaté, il commence la boxe à 12 ans dans le quartier des Œillets.

## Parcours amateur
Il pratique la boxe éducative de 12 à 14 ans à l'ASCM Toulon et y réalise une dizaine de combats dont deux défaites. L'année suivante, il devient vice-champion de France amateurs des poids welters. Il intègre l'équipe de France de boxe anglaise junior en super-welters à 16 ans pour une courte durée de 8 mois, du fait d'une dépression provoquée par l’éloignement familial. Il fait une pause de 3 ans pour ensuite, à 19 ans, reprendre la route des entraînements afin d’intégrer un an plus tard le Punch Club Toulonnais; dans lequel il gagne le tournoi de France et la coupe de la ligue.

## Parcours professionnel
Faïsal Arrami réalise son premier combat professionnel le 7 avril 2006 à 21 ans. Il enchaîne les victoires et gagne en 2007 le tournoi de France par ko au 1er round. Le 23 mai 2008, il remporte la coupe de la Ligue dans la catégorie lourds-légers également par ko au 1er round. En 2009, Arrami signe à Lyon et s’entoure du staff de Fabrice Tiozzo. Il se réinscrit à la coupe de la Ligue afin d'obliger les boxeurs à le combattre mais tous déclarent forfait. Il devient alors de nouveau champion de la coupe de la Ligue sans combattre.
Le 3 avril 2009, il organise un combat contre le champion de France en titre mais perd au point sur une décision controversée. Quelques mois plus tard le 17 octobre en tant que challengeur, Faïsal part seul (sans entraineur) en Zambie pour combattre le champion Charles Chisamba alias "Wasaja". il gagne par ko au 10e round au Nationalist Stadium de Lusaka. C’est alors que nait son surnom de The African King.
Faïsal combat en Pologne contre Mateusz Masterrak. Blessé à l'arcade dès le premier round, il perd par jet de l'éponge au 8e round. Le 27 mars 2011, il devient toutefois champion de France des lourds-légers contre Zakaria Azzouzi. Ce combat a suscité un intérêt particulier car les négociations pour son organisation avaient échoué jusque-là à quatre reprises.
Le 23 septembre 2011, lors du championnat de l’union européenne, il perd aux points à l'unanimité des juges. Le 5 novembre 2011, il conserve son titre de champion de France en gagnant aux points contre Jérémy Ouanna. Il confirme cette victoire le 2 décembre 2011 mais par ko au 9e round contre Christophe Dettinger, combat durant lequel il se blesse gravement à l'épaule. Il est en revanche battu lors de son second combat contre Ouanna.
Après un repos d’un an, Faïsal boxe au Canada pour un titre nord américain contre Denton Daley. Blessé à l'épaule, il abandonne au 4e round et subira une opération de l'épaule à Lyon. S'ensuivent une longue convalescence d’un an et demie puis un retour dans la catégorie des poids lourds. Il bat le 29 novembre 2014 Jakov Gospic aux points en 8 rounds au gymnase du port marchand de Toulon et le 25 avril 2015 Lucian Bot aux points en 10 rounds.
Le 27 mars 2016 Faisal s'empare de la ceinture WBC francophone en battant le canadien Eric Martel-Bahoeli aux points en 12 reprises au palais des sports de Toulon puis il fait match nul le 31 mars 2017 contre Cyril Leonet pour le titre national des poids lourds.